# 16e régiment de dragons (2e régiment de dragons hanovrien)
Pour les articles homonymes, voir 16e régiment.
Le 16e régiment de dragons (2e régiment de dragons hanovrien) est une unité de cavalerie de l'armée prussienne.

## Histoire
Le régiment de hussards mis sur pied le 24 septembre 1813 par le lieutenant-colonel Albrecht von Estorff à Lunebourg est considéré comme la troupe d'origine du régiment, qui est compté comme une unité anglaise. Il est appelé "Estorff's" ou "régiment de hussards lunebourgeois". Cette unité combat pendant les guerres napoléoniennes et est mise au service du royaume de Hanovre le 25 janvier 1814. Le 9 mars 1815, il reçoit la dénomination de "régiment de hussards du prince régent", en référence au futur roi George IV.
Le 18 août 1815, le régiment est autorisé, en raison de sa participation à la bataille de Waterloo, à porter sur sa coiffure un bandeau dit de la patrie avec l'inscription WATERLOO.
En 1818, les villes de Lunebourg, Uelzen, Lüchow et Harbourg sont attribuées à l'unité en tant que garnisons.
En 1820, il reçoit la dénomination de "régiment de hussards du prince héritier". Plus tard, il est transformé et porte, dans les dernières années de son existence, le nom de "régiment de dragons du prince héritier" au sein de l'armée hanovrienne (de).
Après la défaite du royaume de Hanovre lors de la guerre austro-prussienne de 1866, des parties du régiment sont reprises au service prussien et commandées par le roi Guillaume Ier avec l'ordre du cabinet le plus élevé le 30 octobre 1866 (jour de la fondation) sous le nom de 16e régiment de dragons. Les 4e (de) et 8e régiments de cuirassiers (de) et les 5e et 7e régiments de dragons remettent chacun leur 5e escadron.
Le 7 novembre 1867, le régiment prend alors le nom de 16e régiment de dragons (2e régiment de dragons hanovrien) et est d'abord cantonné à Northeim et Einbeck avant d'être transféré à Lunebourg en juillet 1871. Le 4e escadron s'installe en garnison à Uelzen.
Avec le 17e régiment de hussards, les dragons forment le 20e brigade de cavalerie à Hanovre.

## Engagements

### Guerres napoléoniennes
Le régiment n'est impliqué que dans des opérations de combat mineures.

### Règne des Cent-Jours
Sous le règne des Cent-Jours, l'unité est d'abord utilisée pendant trois mois dans la protection des frontières puis affectée au corps du prince Frédéric des Pays-Bas lors de la bataille de Waterloo, mais n'est pas utilisée. Après la fin de la guerre, le régiment s'installe à Paris puis reste stationné en France comme force d'occupation pendant trois ans.

### Guerre austro-prussienne
Le royaume de Hanovre combat avec la majorité des États de la Confédération germanique lors de l'exécution de la Confédération contre la Prusse. Le régiment participe à la bataille de Langensalza et doit ensuite capituler avec l'armée hanovrienne (de).

### Guerre franco-prussienne
Après la mobilisation pour la guerre franco-prussienne, le régiment entre en France et fut détaché le 16 août 1870 à la bataille de Mars-la-Tour pour protéger le flanc gauche de la cavalerie prussienne. Deux jours plus tard, les dragons participent à la bataille de Saint-Privat et l'unité est ensuite engagée dans le siège de Metz du 19 août au 27 octobre 1870. En novembre et décembre 1870, elle est engagée contre l'armée française de la Loire à Orléans, Chartres et Le Mans.
Après la signature de la paix, le régiment retourne dans ses garnisons d'origine fin juin 1871.

### Première Guerre mondiale
Avec le déclenchement de la Première Guerre mondiale et la mobilisation, un sixième escadron est créé au sein du régiment et l'unité est divisée en deux demi-régiments (1er, 3e et 5e escadrons, ainsi que 2e, 4e et 6e escadrons). Ceux-ci sont affectés aux 17e et 18e divisions d'infanterie en tant que cavalerie divisionnaire. Les unités franchissent la frontière belge à Liège au sein de la formation du 10e corps d'armée et participent à l'avancée dans le nord de la France. Après le retrait de la Marne en novembre 1914, le 1er demi-régiment est transféré sur le front de l'Est en Pologne russe, où il reste jusqu'à la fin de 1915. Le 2e demi-régiment assure la protection des voies ferrées et des canaux à l'ouest jusqu'en 1916. Après le retour du 1er demi-régiment de l'Est, le régiment est à nouveau réuni et affecté dans un premier temps au travail de campagne dans les régions occupées de France. Ensuite, la formation régimentaire est dissoute et les escadrons sont répartis sur les différents théâtres d'opérations, où ils sont utilisés pour des combats de position ou des services de sécurité. Le 6e escadron participe à la campagne de Roumanie.

### Après-guerre
En janvier 1919, le régiment retourne à Lunebourg escadron par escadron, est démobilisé et dissous jusqu'au 15 mars 1919.
Dans la Reichswehr, la tradition est reprise par le 3e escadron du 13 régiment (prussien) de cavalerie de Lunebourg. Dans la Wehrmacht, c'est la première section du 13e régiment de cavalerie qui perpétue la tradition.

## Chefs de régiment
Le roi Guillaume Ier nomme le prince Philippe de Belgique le 27 février 1883 chef de régiment. Après sa mort, le roi Albert Ier reçoit août 1907 ce poste honorifique.

## Commandants
| Grade                       | Nom                             | Date                                              |
| --------------------------- | ------------------------------- | ------------------------------------------------- |
| Oberstleutnant/Oberst       | Alexander von Salviati          | 30 octobre 1866 au 17 juin 1869                   |
| Major/Oberstleutnant/Oberst | Rudolf von Waldow (de)          | 18 juin 1869 au 14 juin 1875                      |
| Oberstleutnant/Oberst       | Hermann von Kleister-Kleisheim  | 15 juin 1875 au 10 juin 1879                      |
| Oberstleutnant              | Wilhelm Schmidt von Osten       | 11 juin 1879 au 12 mai 1880                       |
| Major/Oberstleutnant        | Max von Stutterheim             | 13 mai 1880 au 12 mai 1886                        |
| Major/Oberstleutnant/Oberst | Friedrich von Bardeleben        | 13 mai 1886 au 23 mars 1890                       |
| Oberstleutnant              | Georg Brinckmann                | 24 mars 1890 au 15 mai 1891                       |
| Oberstleutnant/Oberst       | Benno Moritz                    | 16 mai 1891 au 13 juillet 1895                    |
| Oberstleutnant              | Heinrich von Diest              | 14 juillet 1895 au 16 juin 1897                   |
| Oberstleutnant              | Arthur von Müllern              | 17 juin 1897 au 21 mai 1900                       |
| Oberstleutnant              | Carl Bartsch von Sigsfeld       | 22 mai 1900 au 29 mai 1902                        |
| Oberstleutnant/Oberst       | Hans von der Goltz              | 30 mai 1902 au 16 mai 1904                        |
| Oberstleutnant/Oberst       | Karl von der Decken (de)        | 17 mai 1904 au 21 mai 1910                        |
| Oberstleutnant/Oberst       | Dietrich von Bodelschwingh (de) | 22 mai 1910 au 1er août 1914                      |
| Major                       | Wilhelm Dietze                  | 2 août au 5 octobre 1914 (chargé de la direction) |
| Oberstleutnant              | Franz Blecken von Schmeling     | 17 octobre 1914 au 5 janvier 1916                 |
| Oberstleutnant              | Wilhelm Dietze                  | 6 janvier 1916 au 12 janvier 1917                 |
| Major                       | Richard Brustellin              | 13 janvier au 10 mai 1917                         |
| Oberstleutnant              | Wilhelm Dietze                  | 11 mai 1917 au 12 avril 1918                      |
| Major                       | Carl-Anton Seip                 | 13 avril 1918 à la dissolution                    |

## Uniforme
Les dragons portent une tunique bleuet et un pantalon anthracite. La tunique est équipée de revers suédois.
La couleur dite des insignes du régiment est le jaune. Les parements, le col montant, les champs d'épaulettes et les passants sont de cette couleur. Le col et les poignets comportent un passepoil blanc. Le numéro du régiment est sur les épaulettes et les épaulettes. Les boutons et ferrures sont en maillechort. Une bandoulière blanche avec un cartouche noir va de l'épaule gauche à la hanche droite. Les bandoulières et les cartouches ne sont pas portés avec des costumes de sortie ou des costumes formels. Le casque est équipé d'un aigle dragon en maillechort, les jugulaires et la visière du casque sont en tombac. Le bandeau de la patrie est placé sur le cou de l'aigle. Un buisson de crin noir (rouge pour les musiciens) est mis pour le défilé. La cocarde nationale est blanche et noire. De même le drapeau lance des équipes. La ceinture (les dragons ne portaient pas de ceinture) est blanche et a une simple boucle.
Conformément à l'A.O.K. du 14 février 1907 l'uniforme gris de campagne M 1910 est introduit pour le service sur le terrain à partir de 1909/10. Dans cet uniforme, le harnais et les bottes sont brun naturel, le casque est recouvert d'une housse de couleur roseau. La cartouchière et le cartouche ne sont plus portés.